# 施托凱姆湖
50°49′17″N 7°5′13″E / 50.82139°N 7.08694°E
施托凱姆湖（德語：Stockemer See），是德國的湖泊，位於該國西部，由北萊茵-威斯特法倫州負責管轄，處於萊茵-錫格縣，面積0.23平方公里，海拔高度44米，平均水深3米，最大水深15米。